# Irina Gladkaya
Irina Gladkaya (en russe : Ирина Гладкая) est une ferriste russe, treize fois championne du monde de la discipline en poids moyen depuis 2005.

## Biographie
Irina Gladkaya découvre le bras de fer au lycée à l'âge de 15 ans. Repérée par son professeur d'éducation physique, elle devient championne de Russie le mois suivant puis remporte son premier titre mondial.
En 2012, elle remporte la première édition de l'A1 Russian Open World Armwrestling Grand Prix.
En juillet 2021, une vidéo dans laquelle elle affronte une quinzaine d'hommes d'affilée devient virale et est visionnée plus de 65 millions de fois sur Youtube.
Elle est surnommée The Black Diamond (le diamant noir).
Elle est aussi avocate.

## Palmarès
- 13 fois championne du monde[4]